# Skalná
Skalná (tjeckiska: Vildštejn) är en stad i Tjeckien, på gränsen till Tyskland.   Den ligger i distriktet Okres Cheb och regionen Karlovy Vary, i den västra delen av landet, 150 km väster om huvudstaden Prag. Skalná ligger 465 meter över havet och antalet invånare är 1 950.
Terrängen runt Skalná är platt åt sydost, men åt nordväst är den kuperad. Runt Skalná är det glesbefolkat, med 19 invånare per kvadratkilometer. Närmaste större samhälle är Cheb, 10,1 km söder om Skalná. Trakten runt Skalná består till största delen av jordbruksmark.